# Stomatorhinus puncticulatus
Stomatorhinus puncticulatus är en fiskart som beskrevs av Boulenger, 1899. Stomatorhinus puncticulatus ingår i släktet Stomatorhinus och familjen Mormyridae. IUCN kategoriserar arten globalt som livskraftig. Inga underarter finns listade i Catalogue of Life.